# 瓦实提
瓦实提（希伯来语：ושתי ，波斯语： وَ شتی，英语：Vashti）是希伯来圣经以斯帖记中记载的人物，波斯国王亚哈随鲁的妻子，由于不肯遵照国王的命令来到宴会展示其美丽，国王决定惩罚她的无礼，以免全国的妇女效法，违抗自己的丈夫，于是将其废黜，后来王后的位置被以斯帖所取代。

## 其他
瓦实提也是爱德华·摩根·福斯特的科幻作品《机器休止》（The Machine Stops）中一个主要人物的名字。
瓦实提反抗丈夫的行为，使其被现代女权运动尊为英雄。
根据《米德拉什》，瓦实提是尼布甲尼撒二世的曾孙女，拉巴施马尔杜克的孙女，伯沙撒的女儿。
19世纪末、20世纪初，圣经注释学试图鉴定瓦实提与希腊历史学家普鲁塔克记载的波斯王后斯塔泰拉是否同一人。